# Seututie 843
Pour les articles homonymes, voir Route 843.
La route régionale 843 (finnois : Seututie 843) est une route régionale allant de Ahola à Kuusamo  jusqu'à Palovaara à  Suomussalmi en Finlande,,.

## Présentation
La seututie 843 est une route régionale de Kainuu et d'Ostrobotnie du Nord.
La route longe le parc national de Hossa.